# Вержбіцький Юрій Станіславович
Вержбіцький Юрій Станіславович (позивний "Вербич"; 21 лютого 1968, м. Волочиськ, Хмельницька область, Україна — 21 вересня 2024, Білогорівка, Луганська область, Україна) — український військовослужбовець, Головний сержант, інспектор прикордонної служби України, учасник російсько-української війни.

## Життєпис
Після навчання Юрій працював на різних підприємствах рідного міста, зокрема на ВАТ «Мотор Січ», цукровому та цегельному заводах. Своєму оточенню він запам’ятався як чесна, працьовита й справедлива людина, завжди готова допомогти іншим.

## Військова служба
26 грудня 2023 року Юрій Вержбіцький був мобілізований до лав Збройних Сил України. Став головним сержантом у 3-му Луганському прикордонному загоні. Разом з побратимами мужньо обороняв українську землю від російської агресії. Його відданість військовій службі та хоробрість стали прикладом для інших.

## Особисте життя
Юрій був щасливий у родинному житті: цього року разом з дружиною святкував перлинове весілля, а з донькою мав близькі стосунки, був для неї прикладом для наслідування. Він завжди підтримував свою сім'ю та близьких, був для них надійною опорою.

## Загибель
21 вересня 2024 року Юрій Вержбіцький загинув під час мінометного обстрілу в Луганській області. Він залишив по собі світлу пам'ять як вірний чоловік, люблячий батько, відданий друг і патріот своєї Батьківщини.
1. ↑  Волочиська Міська Рада (Українською) .
2. ↑  Ukr.net (Українською) .